# Hexatoma (Eriocera) velveta apache
Hexatoma (Eriocera) velveta apache is een ondersoort van de tweevleugelige Hexatoma (Eriocera) velveta uit de familie steltmuggen (Limoniidae). De ondersoort komt voor in het Nearctisch gebied.